# Terminal internacional del nuevo puerto de Busan
El Terminal internacional del nuevo puerto de Busan (en hangul, 부산신항국제터미널) conocido por sus siglas PNIT (Pusan Newport International Terminal en inglés), es un nuevo puerto construido en Busan, en Corea del Sur, se trata de una empresa conjunta de PSA International y Hanjin. El puerto cuenta con tres espacios de aguas profundas, a 1,2 km del muelle, y una capacidad de 2 millones de TEU. Se abrió en marzo de 2010. El puerto se está posicionando como un centro de transbordo trans-Pacífico.